# Никитин, Виктор Никитич
Виктор Никитич Никитин (1839 — 9 (22) марта 1908, Санкт-Петербург) — российский историк и писатель

-публицист. Действительный статский советник.

## Биография
Родился в 1839 году в еврейской семье; ребёнком, взятый в кантонисты в Нижний Новгород, он вынес много горя и лишений; как и многие тысячи кантонистов, он был вынужден креститься и получил христианское имя; его настоящие еврейское имя и фамилия неизвестны.
Обладая красивым почерком, Никитин обратил на себя внимание руководства, а затем, благодаря упорному самообразованию и покровительству генерал-интенданта Фёдора Герасимовича Устрялова (брата известного русского историка), ему удалось сделать карьеру чиновника. Сперва он стал секретарём директора канцелярии военного министерства Константина Петровича фон Кауфмана, затем состоял одним из директоров Санкт-Петербургского тюремного комитета и чиновником особых поручений при министре государственных имуществ.
Никитин начал публиковать свои труды в официальной газете Военного министерства Российской империи «Русский инвалид». При введении судебной реформы Александра II имели успех его сцены из судебно-мировой практики, помещавшиеся в «Санкт-Петербургских Ведомостях», «Сыне отечества» и «Судебном вестнике» и других русскоязычных периодических печатных изданиях Российской империи.
В 1871 году вышла книга В. Н. Никитина «Жизнь заключенных», посвященная нелёгкому острожному быту. Близкое знакомство с жизнью заключенных дало ему материал для исследования под заглавием «Тюрьма и ссылка», которое было издано в 1880 году. Здесь был собран очень богатый исторический и законодательно-административный материал.
Его перу принадлежит также труды «Евреи-земледельцы; административное и бытовое положение колоний в Херсонской и Екатеринославской губерниях в 1807—1887» (журнал «Восход»), «Еврейские поселения северо- и юго-западных губерний в 1835—1890» (1894) и ряд рассказов и повестей, из которых некоторые имеют характер автобиографический: «Век пережить — не поле перейти», очерки из прошлого быта кантонистов (первоначально изданы в «Отечественных записках»), «Многострадательные», вышедшие двумя изданиями (1872 и 1896). Кроме того, Никитин опубликовал «Мировой суд в Санкт-Петербурге» (1867), «Быт военных арестантов в крепостях» (1873), «Жажда наживы. Из рассказов неугомонного человека» (1875), «Несчастные» (1890), «Обломки разбитого корабля» (1891), «Разнообразие; повести, рассказы и очерки» (1895), «Искатель счастья. Из рассказов отверженного» и другие.
В 1906—1907 гг. в журнале «Русская старина» были частично опубликованы его «Воспоминания».
Умер 9 (22) марта 1908 года в Санкт-Петербурге. Похоронен на Митрофановском кладбище.